# Robert Amadou
Robert Amadou, (Bois-Colombes, 16 februari 1924 - Parijs, 14 maart 2006), was een Frans martinist, erudiet, mysticus en esotericus. Hij was bovendien bisschop zowel voor de Universele Gnostische Kerk van Jules Doinel als voor de Gnostisch-Katholieke Kerk van Jean Bricaud. Hij is gehuwd geweest met de Belgische schrijfster Françoise Mallet-Joris, waarmee hij een zoon Daniel had en met Katharine Christiansen, die een deel van zijn werk na zijn overlijden heeft verder gezet.
Amadou was een van de weinigen die in Frankrijk drie verschillende doctorstitels behaalden, nl. in de theologie (1945), filosofie (1972) en etnologie (1984). Hij wordt over het algemeen beschouwd als een van de grootste specialisten ter wereld over Louis-Claude de Saint-Martin, de onbekende filosoof.
Van 1945 tot eind 1948 was hij professor in Franse literatuur aan de Yale-universiteit in de Verenigde Staten.
Hij overleed op 82-jarige leeftijd en werd begraven op Père-Lachaise (63ste afdeling).

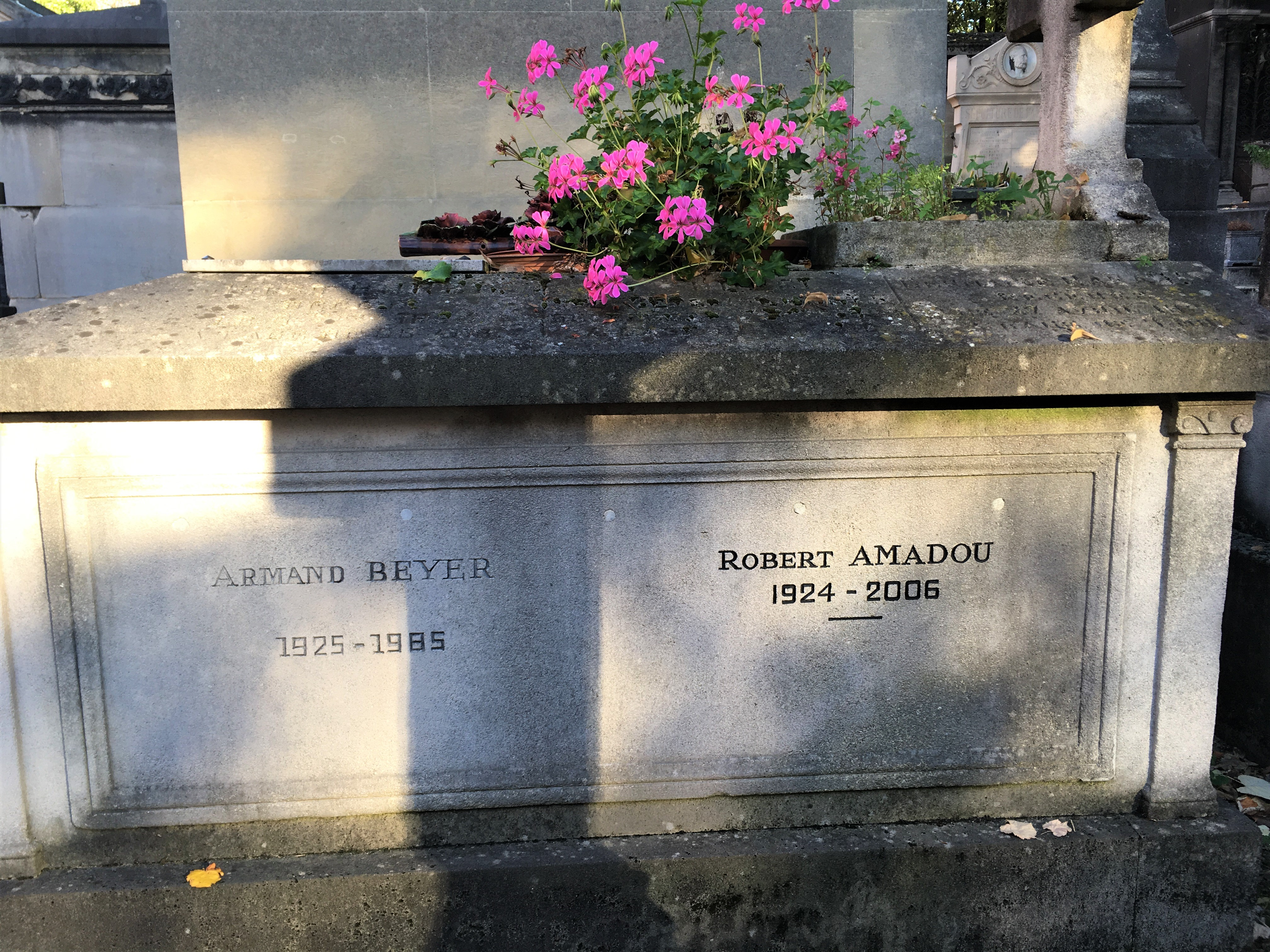
Robert Amadou, grafsteen op de Père-Lachaise